# Adolf von Kröner

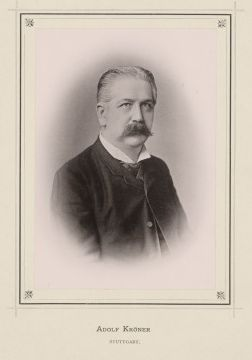
Adolf Kröner (um 1900)

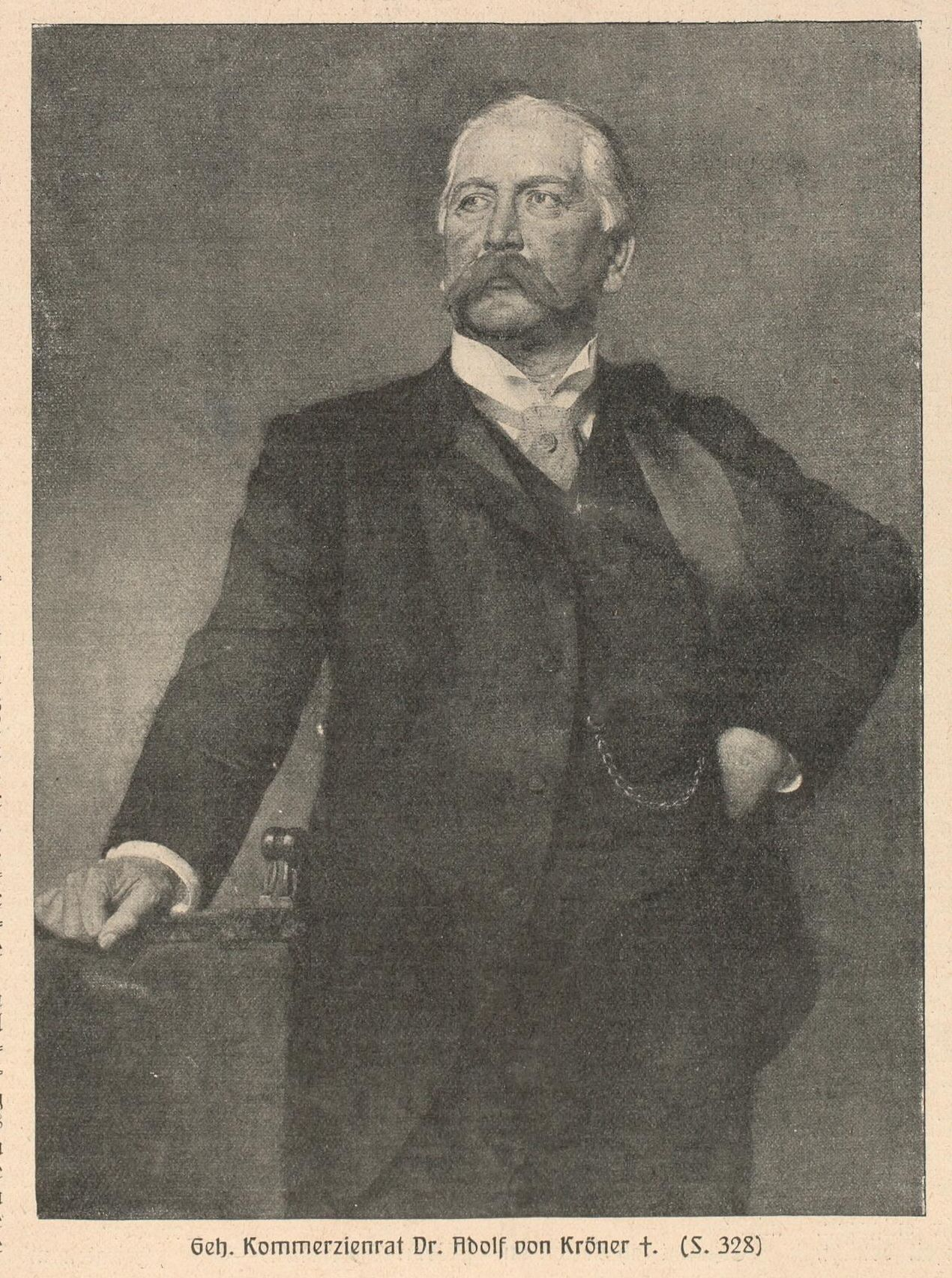
Adolf Kröner (aus dem Buch für Alle von 1911)

Gustav Adolf Kröner, ab 1905 von Kröner (* 26. Mai 1836 in Stuttgart; † 29. Januar 1911 ebenda), war ein deutscher Verleger und Vorsitzender des Börsenvereins der Deutschen Buchhändler. Besonders bekannt wurde er durch seine Forderung nach einer Preisbindung für Bücher, die in der so genannten Krönerschen Reform durchgesetzt wurde und bis heute gilt. Die von ihm geleiteten Verlage, vor allem die 1889 übernommene und erweiterte J. G. Cotta’sche Buchhandlung, gehörten zudem besonders zur Jahrhundertwende des 19. zum 20. Jahrhundert zu den wichtigsten Verlagen im Bereich der geisteswissenschaftlichen und literarischen Veröffentlichungen.

## Familie
Er war der Sohn des Stabsfouriers und späteren Hospitalverwalters Ludwig Ferdinand Kröner (1807–1862) und der Christine Magdalene Ebner (1799–1876). Seine Brüder Carl (1835–1929) und Paul Kröner (1839–1900) wurden ebenso wie er selbst Verleger.
Adolf von Kröner heiratete im Jahr 1860 Amalie Mäntler (1838–1905), die Tochter des Druckereibesitzers Carl Mäntler (1799–1859) und seiner Frau Emilie Luise, geborene Brann (1806–1880). Mit ihr hatte er drei Kinder, darunter die beiden Söhne Alfred und Robert, mit denen er später seine Verlage leitete, sowie die Tochter Alwine, die den Verleger Heinrich Beck heiratete.

## Leben und Werk

### Frühe Jahre und Ausbildung
Kröner besuchte das Eberhard-Ludwigs-Gymnasium in Stuttgart und ging 1853 zum Studium nach Paris mit dem Wunsch, Opernsänger zu werden. Aus Kostengründen brach er das Gesangsstudium ab und kehrte nach Stuttgart zurück, um ein Jahr später in Leipzig und Weimar das Studium der Schauspielerei aufzunehmen. Auch dieses brach er ab und entschied sich schlussendlich für die Ausbildung zum Buchhändler.
1855 begann er seine Ausbildung in der Buchhandlung von Wilhelm Bach in Stuttgart, wechselte danach für einige Wochen in das Geschäft von L. Boshoyer in Cannstatt und nahm anschließend eine Anstellung als Buchhändlergehilfe in München an. Durch Wilhelm Hertz und Robert von Hornstein, zwei Jugendfreunde, kam er mit der Münchner Künstlergruppe Die Krokodile in Kontakt und wurde in seiner literarischen Wahrnehmung durch diese Literatengruppe um Emanuel Geibel und Paul Heyse maßgeblich geprägt. 1857 ging er zurück nach Stuttgart und arbeitete als Buchhalter an der Artistischen Anstalt von Franz Malté.

### Gründungszeit als Verleger und Übernahme Cottas

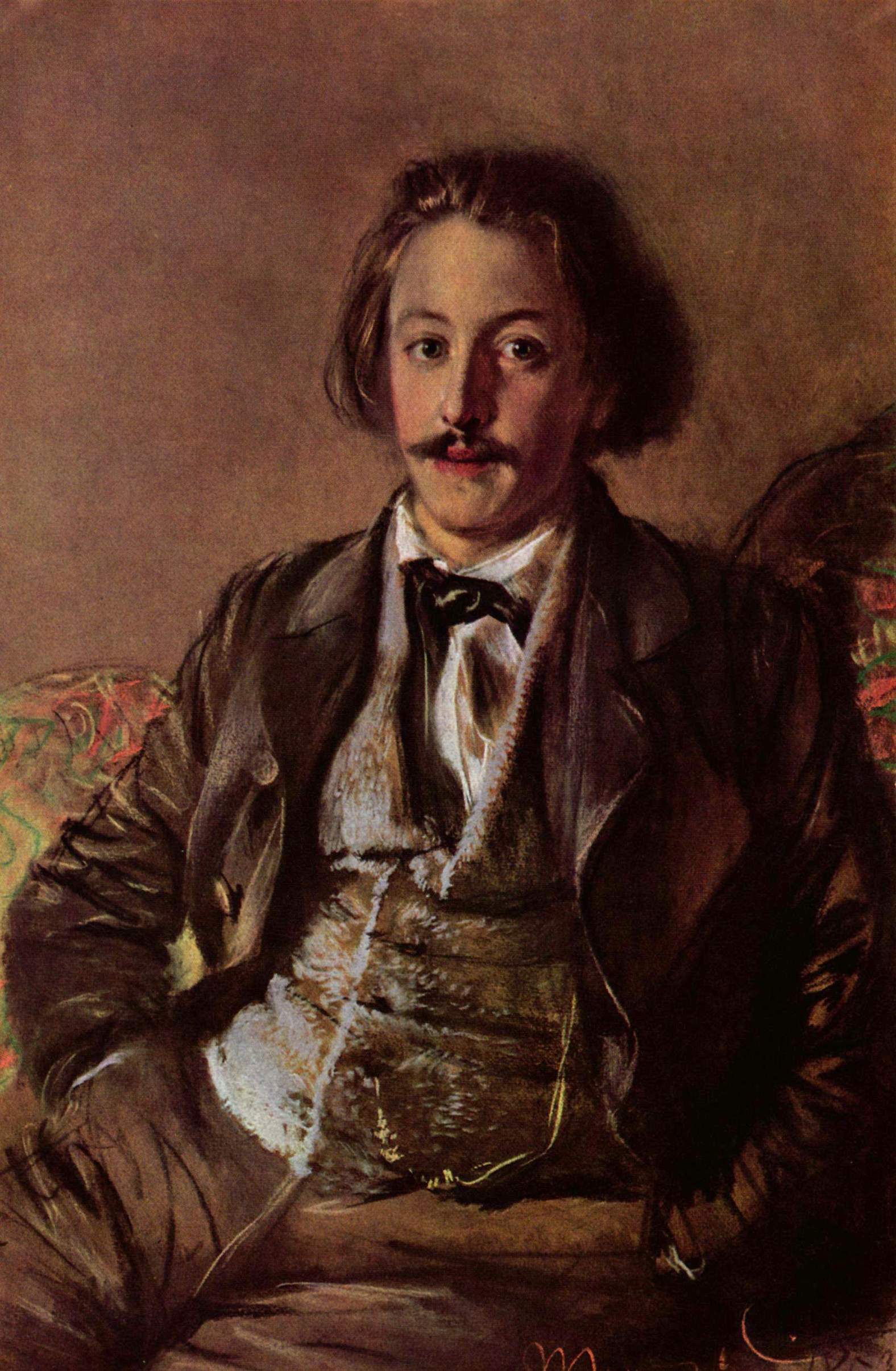
Paul Heyse war einer der ersten Literaten, deren Bücher Kröner verlegte

Im Jahr 1859 übernahm Adolf Kröner die Hof- und Kanzleibuchdruckerei seines Schwiegervaters Carl Mäntler und gründete im gleichen Jahr gemeinsam mit seinem Bruder Paul seinen ersten Verlag Gebr. Mäntler (A. Kröner). 1861 trennte er sich von der Druckerei und arbeitete von da an nur noch als Verleger und Buchhändler im Verlag A. Kröner Verlagsbuchhandlung. Sein erster Autor war Melchior Meyr, danach folgten die Literaten, die er in München kennenlernen durfte und deren Werke er im Münchener Dichterbuch 1862 und 1863 verlegte. Wilhelm Hertz, Paul Heyse und vor allem Hermann Kurz ließen nachfolgend ihre Bücher bei ihm verlegen. Außerdem gewann er durch den Kauf zweier Kleinverlage – Becherscher Verlag 1864, Krabbescher Verlag 1870 (nach anderen Quellen 1873) – auch Hans Hopfen, Ernst Eckstein, Wolfgang Menzel und Robert von Hornstein als Autoren. Carl Kröner, sein Bruder, stieg 1867 in den Verlag als Teilhaber ein, während Paul Kröner bereits 1864 die Druckerei übernahm. Im Jahr 1877 wurden beide Betriebe wieder unter ein Dach zusammengeführt mit dem Namen Gebrüder Kröner, an dem auch Kröners zweiter Bruder Karl beteiligt war, der allerdings bereits 1883 wieder aus dem Geschäft ausstieg. Neben den benannten Büchern brachte Kröner auch die konservative Schwäbische Volkszeitung heraus.

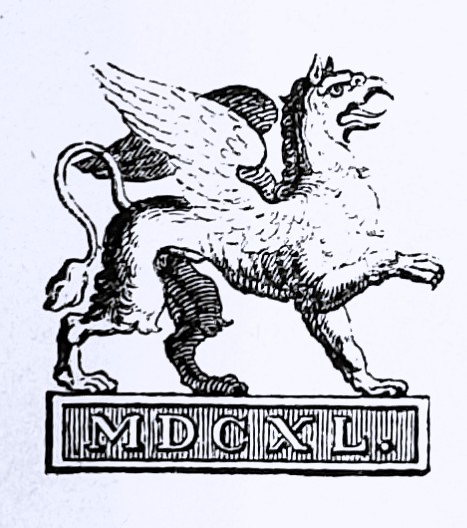
Verlagszeichen der Cotta’schen Verlagsbuchhandlung

1884 vergrößerte Adolf Kröner sein Unternehmen durch die Übernahme des Verlages des verstorbenen Ernst Keil, der die Zeitschrift Die Gartenlaube verlegte, und übernahm die Redaktion der Zeitschrift bis zum Verkauf des Verlages Ernst Keil’s Nachfolger an den Berliner Großverleger August Scherl 1903. Schon 1886 stieg auch sein Sohn Alfred in die Leitung der Zeitschrift ein und übernahm vorübergehend die Leitung (ohne dass dies nach außen in Erscheinung trat).
Am 1. Januar 1889 übernahm er zudem die von Johann Georg Cotta gegründete J. G. Cotta’sche Buchhandlung in Stuttgart, die er schon seit 1879 gepachtet hatte, und führte sie als J.G. Cotta’sche Buchhandlung Nachfolger weiter. Bereits 1886 hatte er die Cotta’sche Druckerei gekauft und gemeinsam mit Carl von Cotta verlegte er seit 1882 die Bibliothek der Weltliteratur. Die gemeinsam mit dem Verlag Cottas erworbene Allgemeine Zeitung ging 1895 an eine GmbH in München.
1890 gründete er die Union Deutsche Verlagsgesellschaft durch den Zusammenschluss der Verlage von Hermann Schönlein (Übernahme bereits 1888), Wilhelm Spemann (der von 1891 bis 1897 Teilhaber des Verlages war) und seinem eigenen und übernahm die Geschäftsführung und später den Vorsitz des Aufsichtsrates bis 1904. Danach übergab er die Geschäftsführung an Heinrich Beck.
1897 erwarb Kröner den Architekturverlag von Arnold Bergsträsser in Darmstadt und vereinigte ihn mit dem technischen Verlag der Cotta’schen Buchhandlung zu einem Verlag, den er 1898 an seinen Sohn Alfred Kröner übergab, der bereits seit 1892 Teilhaber des Krönerschen Verlages war. 1899 wurde die Cotta’sche Buchhandlung in eine GmbH umgewandelt und Adolf Kröner leitete sie gemeinsam mit seinem Sohn Robert bis zu seinem Tod 1911. 1901 entstand zudem eine Filiale in Berlin, wodurch der Firmensitz zu „Stuttgart und Berlin“ wurde.

### Verlegerisches Profil um die Jahrhundertwende
Im Jahr 1901 übernahm Adolf Kröner nach dem Tod des Berliner Verlegers Wilhelm Hertz auch dessen Programm und fügte es der Cotta’schen Buchhandlung ein, die sich durch die Ausgliederung der Bereiche Technik und Naturwissenschaften an den Alfred Kröner Verlag seines Sohnes nun nur noch auf Themen der Geisteswissenschaften und der Volkswirtschaft konzentrierte. Zu den wichtigsten Autoren gehörten im Bereich der Philosophie Friedrich Theodor Vischer, Friedrich Jodl, Heinrich von Stein, Eduard Engel und Franz Brentano und im Sektor Wirtschaft und Recht Georg von Mayr, Georg Schanz, Lujo Brentano und Walter Lotz. Mit den beiden letzteren erschienen seit 1893 die Münchener volkswirtschaftlichen Studien in über 100 Bänden bis zum Tod Kröners. Mit Hermann Oldenbergs Buddha erschien zudem ein Werk, welches zu den erfolgreichsten des Verlages wurde und bis in die Nachkriegszeit des Zweiten Weltkrieges in immer neuen Auflagen erschien.

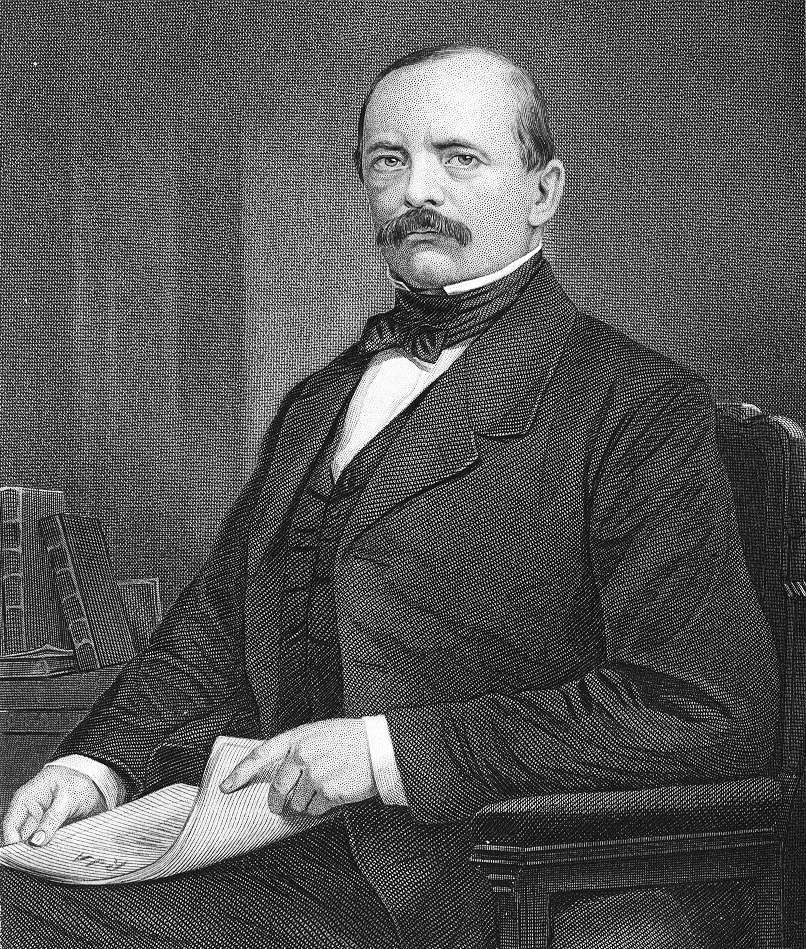
Otto von Bismarck

Den Geschichtsbereich deckten Autoren wie Heinrich Brunner, Alfred Doren, Veit Valentin, Heinrich Friedjung, Friedrich Meinecke und Erich Marcks ab, die zentrale Rolle spielte allerdings nach 1890 Otto von Bismarck, für dessen Memoiren Kröner die Verlegerrechte erwerben konnte. Er publizierte ab 1892 entsprechend Die politischen Reden des Fürsten Bismarck in 14 Bänden und nach dem Tode Bismarcks ab 1898 die Gedanken und Erinnerungen. Auf der Basis des sehr großen Erfolges erschienen 1901 Kaiser Wilhelm I. und Bismarck, 1903 sowie 1906 Aus Bismarcks Briefwechsel.
Auch im Bereich der Literatur gab es weiterhin interessante Titel: 1902 bis 1907 erschien in Kröners Cotta’schen Buchhandlung die kritische Gesamtausgabe der Werke von Johann Wolfgang von Goethe in 40 Bänden, die als „Jubiläumsausgabe“ in Erinnerung an die fast 100 Jahre früher erschienene Gesamtausgabe (1806–1810) Cottas erinnerte. 1904 bis 1905 folgte dann eine Gesamtausgabe der Werke Friedrich Schillers zum 100. Todestag des Literaten als „Säkulärausgabe“. Außerdem wurde die „Bibliothek der Weltliteratur“ weiter ausgebaut und die Volksbibliothek deutscher Klassiker als „Cotta’sche Volksbibliothek“ (ab 1889) / „Cotta’sche Handbibliothek“ (ab 1902) aus dem alten Cottaschen Programm wieder aufgegriffen. Nach Einschätzung der Neuen Deutschen Biographie war es allerdings „verhängnisvoll, daß Kröner die neuen Strömungen falsch einschätzte.“ Er lehnte die Zusammenarbeit sowohl mit Detlev von Liliencron als auch mit Heinrich Mann und Rainer Maria Rilke ab und versuchte auch erst sehr spät Arthur Schnitzler und Hermann Hesse zu gewinnen. Anspruchsvolle Literatur lieferte ihm Hermann Sudermann, außerdem verlegte er Theodor Fontane, Paul Heyse und Gottfried Keller, die durch die Übernahme des Verlages von Wilhelm Hertz 1901 zu ihm gekommen waren, und Otto Braun brachte von 1891 bis 1900 den Cotta’schen Musenalmanach heraus, einen Querschnitt deutscher Literatur.

### Interessensvertreter des Verlagswesens und Buchhandels
Neben seiner direkten Arbeit als Verleger setzte sich Adolf Kröner sehr intensiv für die Interessen des deutschen Verlagswesens und Buchhandels ein. 1877 wurde er Vorsitzender des Süddeutschen Buchhändlervereins sowie des Stuttgarter Verlegervereins. Ein Jahr später war er zweiter Schriftführer und 1880 stellvertretender Vorsitzender des Börsenvereins der Deutschen Buchhändler (heute Börsenverein des Deutschen Buchhandels).
Im Jahr 1882 wurde er zum Ersten Vorsitzenden des Börsenvereins gewählt und behielt diese Stellung zuerst bis 1888 und dann erneut von 1889 bis 1892. Die Neue Deutsche Biographie benennt Kröner in seiner Tätigkeit als den „bedeutendsten Mann auf diesem Posten in der 2. Jahrhunderthälfte“.
Kröner wurde „zum Führer der Reformbewegung, die das Gleichgewicht zwischen den Zentren Leipzig und Berlin einerseits und dem übrigen deutschen Buchhandel andererseits erstrebte.“ Der Konflikt hing damit zusammen, dass die Verleger der beiden Buchhandelsmetropolen einen intensiven Versandbuchhandel mit hohen Rabatten für die Käufer betrieben und damit für die Regionalbuchhändler die Situation entstand, dass sich die Käufer bei ihnen zwar Bücher zur Ansicht bestellten, diese jedoch mit Rabatten von den „Fernschleuderern“ kauften – die kleinen Buchhändler hatten entsprechend massive wirtschaftliche Probleme und mussten sich zu großen Teilen aus anderen Verkäufen oder Dienstleistungen finanzieren. Kröner verurteilte dieses Vorgehen scharf: 1884 hielt er auf der Hauptversammlung des Börsenvereins seine bekannteste Rede, in der er die Einführung der Buchpreisbindung für den deutschen Buchhandel forderte und die Vorteile für die Verleger, die Buchhändler und die Autoren herausstellte:
„Die Schleuderer im Buchhandel, d. h. der Verkauf neuer Bücher an das Publicum zu Preisen, bei welchen nach dem Urtheil unparteiischer Sachverständiger ein solider, über das ganze deutsche Sprachgebiet verbreiteter Sortimentsbuchhandel nicht mehr bestehen kann, ist in ihren Consequenzen gleich nachtheilig für Schriftsteller, Bücherverkäufer und Verleger.“
Er forderte die Einführung von gleichen Marktbedingungen für alle Buchhändler und stellte dabei heraus, dass dies im Sinne aller Interessensgruppen sei. Der Verleger hätte damit die Möglichkeit, seine Bücher, vor allem die Novitäten, flächendeckend anzubieten und zu verkaufen. Die Buchhändler und Käufer profitierten vor allem von den Buchlagern, die bei einheitlichen Preisen auch in kleineren Städten angelegt werden könnten. Bei den Autoren schließlich sollten die Reformen der Verdrängung unbekannterer Autoren entgegenwirken.
1887 wurden die Buchpreisbindung sowie eine Reihe weiterer Ideen Kröners in der Hauptversammlung des Vereins verabschiedet und ein Jahr später eingeführt, dieser Schritt ist heute als Krönersche Reform bekannt. Weitere Ergebnisse seiner Bestrebungen war eine Belebung des Vereinswesens, vor allem auf Kreis- und Ortsebene sowie die Einsetzung einer Kommission zur Beratung bei Beschwerden über Schleuderfälle. 1888 legte Kröner sein Amt als 1. Vorsitzender nieder und übergab es an den Berliner Verleger Paul Parey, der versuchte, die Reform durch Zwangsmaßnahmen gegenüber den Verlegern durchzusetzen. Dieser Plan misslang und Parey musste bereits nach nur einem Jahr Vorsitz diesen wieder abgeben – an Adolf Kröner, der erst 1892 eine erneute Wiederwahl aus gesundheitlichen Gründen ablehnte.

### Ehrungen
- Ehrenbürger der Stadt Leipzig (1888) aus Anlass der Einweihung des Deutschen Buchhändlerhauses
- Geheimer Kommerzienrat
- 1904 wurde ihm das Ehrenkreuz des Ordens der Württembergischen Krone verliehen,[13] womit der persönliche Adelstitel verbunden war
- Ehrendoktor an der Universität Tübingen (1909, Dr. phil. h. c.)
- Ehrendoktor an der Universität München (1909, Dr. oec. publ. h. c.)
- Ehrenmitglied des Börsenvereins der Deutschen Buchhändler (1909)

### Mitgliedschaften
Adolf von Kröner war Angehöriger des Corps Teutonia Stuttgart.